# Knockdhu
Knockdhu ist eine Whisky-Destillerie bei Knock, nahe Huntly Aberdeenshire in Schottland, Großbritannien. Die Destillerie befindet sich derzeit im Besitz von Inverhouse Distillers Ltd.

## Allgemeines
An Cnoc (Marketingaussprache: annok) ist gälisch [ən̪ˠ ˈkɾɔ̃xg] und bedeutet „der Hügel“. Das Ungewöhnliche an diesem Whisky aus den östlichen Highlands (an der Grenze zur Speyside) ist, dass er nicht den Namen seiner Brennerei trägt, was sonst eine selbstverständliche Tradition für schottische Whisky-Destillerien ist. Bis Anfang der 1990er Jahre allerdings war das noch der Fall, aber seit 1993 wird der Single Malt der Knockdhu-Brennerei unter dem Namen An Cnoc abgefüllt, angeblich wegen einer Abmachung mit den Besitzern der Knockando-Destillerie, die damit Verwechslungen mit ihrem eigenen Malt verhindern wollten. Knockdhu wiederum heißt etwa „schwarzer Berg“, was wohl von dem über 400 Meter hohen Berg Knock Hill abgeleitet wird, der unweit der Brennerei in der Nähe des Örtchens Knock steht.

## Geschichte
Die Brennerei wurde 1892 von John Morrison gegründet. Nachdem 1893 in den Knock Hills geeignete Quellen entdeckt wurden, ging Knockdhu 1894 in die Produktion. 1898 wurden wegen des damaligen Whisky-Booms zusätzliche Lagerhäuser gebaut. Die Brennerei blieb in den 30er und 80er Jahren für einige Zeit geschlossen; während des Zweiten Weltkriegs und der damit verbundenen Getreiderationierung wurde ebenfalls nicht produziert. 1960 ersetzte ein Traktor das Brennereipferd. 1988 erwarb Inverhouse Distillers die Destillerie, die zu diesem Zeitpunkt 5 Jahre geschlossen war. 1990 wurde der erste Whisky als Single Malt (noch unter dem Namen Knockdhu) abgefüllt; bis dahin war der Whisky von Knockdhu ein beliebter Bestandteil von Blends. Seit 1993 wird der Single Malt von Knockdhu als An Cnoc vermarktet.

## Produktion
Die heutigen Eigentümer sind Inverhouse Destillers Ltd. Die jährliche Produktion beläuft sich auf 992.000 Liter Whisky (mit 70 Prozent Alkoholgehalt). Den Single Malt gibt es in 12-, 18- und 24-jähriger Abfüllung.